# Bruttonationaleinkommen
Das Bruttonationaleinkommen (BNE), bis 1999 auch Bruttosozialprodukt (BSP) (englisch Gross National Income (GNI) bzw. Gross National Product (GNP)), ist ein zentraler Begriff aus der volkswirtschaftlichen Gesamtrechnung (VGR) und eine volkswirtschaftliche Kennzahl. Sie misst den Wert aller Waren und Dienstleistungen, die in einer Rechnungsperiode mit allen im Besitz von Inländern befindlichen Produktionsfaktoren hergestellt werden, also alle von Inländern sowohl im In- als auch im Ausland erwirtschafteten Einkommen.

## Allgemeines
Dies ist gleichbedeutend mit den an Inländer geflossenen Einkommen aus Erwerbstätigkeit und Vermögensbesitz (Zinsen und andere Kapitalerträge, nicht allerdings Einkommen aus Veräußerungsgeschäften), weshalb das Bruttonationaleinkommen als zentraler Einkommensindikator einer Volkswirtschaft gilt.

## Begriffliche Einordnung
Das Bruttonationaleinkommen ist als Unterform des Nationaleinkommens der Wert der Endprodukte und Dienstleistungen, die in einer bestimmten Periode durch Produktionsfaktoren, die sich im Eigentum von Inländern befinden, produziert werden.
Es schließt ein (jeweils zu dem Anteil, zu dem die Güter in der betrachteten Periode durch im Besitz von Inländern befindliche Produktionsfaktoren hergestellt worden sind):
- die in einer Periode hergestellten Konsumgüter (z. B. Nahrungsmittel, Bekleidung, Benzin, neue Autos) und Dienstleistungen (z. B. Haarschnitte) zu ihren Verkaufspreisen;
- die Anschaffung von Maschinen und Anlagen durch Unternehmen sowie an Unternehmen erbrachte Dienstleistungen, die keine Vorprodukte sind (z. B. Leistungen von Unternehmensberatungen), zu ihren Kaufpreisen;
- die Herstellung von Wohn- und Geschäftsbauten zu ihren Verkaufspreisen;
- die Käufe von Gütern und Dienstleistungen seitens des Staates zu ihren Kaufpreisen sowie die vom Staat erbrachten Dienstleistungen zu ihren Herstellungspreisen.

Folglich kann man sich das Bruttonationaleinkommen (BNE) als den gesamten Wert der laufenden Produktion vorstellen, die Inländer erbracht haben. Damit stellt es eine wichtige Kennzahl der Volkswirtschaftlichen Gesamtrechnung (VGR) dar.

## Berechnung

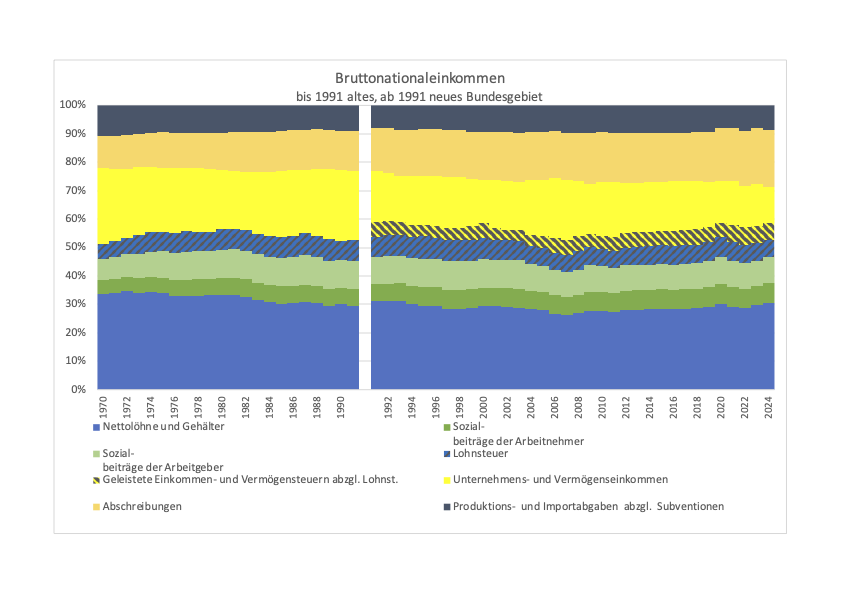
Verteilung des Bruttonationaleinkommens; bis 1991 altes, nach 1991 neues Bundesgebiet

Das Bruttonationaleinkommen zu Marktpreisen ist die Summe der Werte der von allen Bewohnern eines Staates innerhalb einer bestimmten Periode (ein Jahr) bezogenen Einkommen aus Arbeit (Arbeitnehmerentgelt) und Kapital (Unternehmens- und Vermögenseinkommen) zuzüglich der Produktions- und Importabgaben, abzüglich der Subventionen (Gütersteuern minus Gütersubventionen) und zuzüglich der Abschreibungen. Im Zusammenhang mit anderen volkswirtschaftlichen Kennzahlen stellt sich dies wie folgt dar:
|   | Produktionswert (Herstellkosten, PW)             |
| − | Vorleistungen (ohne importierte VL)              |
| − | Importe                                          |
| = | Bruttowertschöpfung (unbereinigt)                |
| − | unterstellte Bankgebühr                          |
| = | Bruttowertschöpfung (bereinigt)                  |
| + | Gütersteuern ({\displaystyle T^{ind}})           |
| − | Gütersubventionen (Z)                            |
| = | Bruttoinlandsprodukt (BIP)                       |
| + | Saldo der Primäreinkommen mit der übrigen Welt   |
| = | Bruttonationaleinkommen (BNE)                    |
| − | Abschreibungen                                   |
| = | Nettonationaleinkommen (NNE) (Primäreinkommen)   |
| − | Produktion- und Importabgaben an die Staatskasse |
| + | Subventionen aus der Staatskasse                 |
| = | Volkseinkommen                                   |

1999 wurde die Bezeichnung „Bruttosozialprodukt“ (BSP) im Zuge der Einführung des ESVG 1995 durch den Ausdruck „Bruttonationaleinkommen“ in der EU ersetzt. Das BNE unterscheidet sich in der Berechnung vom BSP lediglich dadurch, dass es die saldierten Produktions- und Importabgaben (z. B. Zölle) und Subventionen aus der EU berücksichtigt. Wird das BNE aus dem BIP zu Marktpreisen abgeleitet, ergibt sich folgende Berechnung:
|   | Bruttoinlandsprodukt (BIP)                          |
| + | Saldo der Primäreinkommen mit der übrigen Welt      |
| = | Bruttosozialprodukt (BSP)                           |
| + | Subventionen aus der EU                             |
| − | Saldo der Produktions- und Importabgaben aus der EU |
| = | Bruttonationaleinkommen (BNE)                       |

Für andere Wirtschaftsräume sind BNE und BSP identisch.

## Der Zusammenhang des Bruttonationaleinkommens mit den anderen Kenngrößen der VGR

### Abgrenzung zum Bruttoinlandsprodukt
Das Bruttonationaleinkommen ähnelt dem Bruttoinlandsprodukt, unterscheidet sich jedoch dadurch, dass für das Bruttoinlandsprodukt das Inlandskonzept greift, während für das Bruttonationaleinkommen das Inländerkonzept gilt.
Das Inlandskonzept erfasst die wirtschaftliche Leistung in einem Wirtschaftsbereich unter Einbezug der Einpendler und Nichtbeachtung der Auspendler. Im Gegensatz zum Inlandskonzept des Bruttoinlandsprodukts wird beim Inländerkonzept des Bruttonationaleinkommens nicht das Gebiet betrachtet, in dem die Leistung erbracht wurde, sondern die in diesem Gebiet wohnenden Personen, an welche die Einkommen aus den wirtschaftlichen Leistungen zufließen. Das bedeutet, dass beim Inländerkonzept Personen, die nach ihrem Arbeitsort einem anderen Wirtschaftsbereich zugerechnet werden (im Ausland arbeitende Inländer), in die Leistungsberechnung mit einfließen, während im Wirtschaftsbereich arbeitende Personen, die nach ihrem Wohnort einem anderen Wirtschaftsbereich zugeordnet werden (im Inland arbeitende Ausländer), unberücksichtigt bleiben. Das Inländerkonzept stellt auf die Wohnbevölkerung ab, nicht auf die Staatsbürgerschaft. So werden beispielsweise auch Personen ohne österreichische Staatsbürgerschaft, die in Österreich leben, dem österreichischen Bruttonationaleinkommen zugerechnet, während österreichische Staatsbürger, die im Ausland leben, dort nicht eingerechnet werden.
Kurz:
- Bruttonationaleinkommen = alle von Inländern erwirtschafteten Einkommen (egal ob im Inland oder im Ausland erzielt)
- Bruttoinlandsprodukt = alle im Inland erwirtschafteten Einkommen (egal ob von Inländern oder von Ausländern erzielt)

Für große Volkswirtschaften sind Bruttoinlandsprodukt und Bruttonationaleinkommen fast identisch, während sie für kleine Volkswirtschaften erheblich auseinanderfallen können. So beträgt das Verhältnis des Bruttonationaleinkommens zum Bruttoinlandsprodukt für Deutschland im Jahr 2009 1,014, für die Vereinigten Staaten 0,998. San Marino dagegen kommt auf ein Verhältnis von 0,85, Luxemburg gar nur auf 0,526.
|   | Bruttoinlandsprodukt (BIP)                | 2.498,8 |         |
| − | an die übrige Welt gezahlte Einkommen     | + 33,1  | (Saldo) |
| + | aus der übrigen Welt empfangene Einkommen | + 33,1  | (Saldo) |
| = | Bruttonationaleinkommen (BNE)             | 2.531,9 |         |

### Abgrenzung zum Nettonationaleinkommen
Die Unterscheidung zwischen Brutto- und Nettonationaleinkommen stellt darauf ab, ob der Verschleiß an den Produktionsanlagen, die Wertminderung des Kapitalstocks durch technischen Fortschritt etc. anhand der Abschreibungen berücksichtigt werden oder nicht. Folglich erfasst das Netto-Nationaleinkommen die Einkommen der Inländer vermindert um die Abschreibungen.

### Abgrenzung zum Volkseinkommen
Davon ausgehend kann nun das Volkseinkommen sowie das verfügbare Einkommen berechnet werden. Das Volkseinkommen hängt eng mit dem Bruttonationaleinkommen zusammen, im Gegensatz dazu enthält es jedoch keine Abschreibungen und indirekte Steuern.

### Übersicht über den prinzipiellen Zusammenhang der Kenngrößen der VGR
|   | Produktionswert (Summe der Produktionswerte der Unternehmen) |
| − | Vorleistungen                                                |
| = | Bruttowertschöpfung                                          |
| + | Steuern                                                      |
| − | Subventionen                                                 |
| = | Bruttoinlandsprodukt (BIP) (Inlandskonzept)                  |
| + | Saldo der Primäreinkommen mit der übrigen Welt               |
| = | Bruttonationaleinkommen (BNE) (Inländerkonzept)              |
| − | Abschreibungen                                               |
| = | Nettonationaleinkommen (NNE) (Primäreinkommen)               |
| − | Produktions- und Importabgaben an die Staatskasse            |
| + | Subventionen aus der Staatskasse                             |
| = | Volkseinkommen                                               |
| − | Direkte Steuern                                              |
| − | Sozialversicherungsbeiträge                                  |
| + | Transfereinkommen                                            |
| = | verfügbares Einkommen der privaten Haushalte                 |

## Rezeption
Das BNE, welches in den 1940er Jahren von Simon Kuznets entwickelt worden war (auf Deutsch damals BSP genannt), um zu überprüfen, ob die US-amerikanische Wirtschaft zu einer Teilnahme am Zweiten Weltkrieg im Stande wäre, wurde seither häufig als Wohlstandsfaktor gebraucht. Auch Simon Kuznets selbst bezeichnete „seinen“ Indikator als „scientifically unsound“ (deutsch „wissenschaftlich unsolide“).
Robert F. Kennedy kritisierte das „Gross National Product“ am 18. März 1968 so:

“Too much and for too long, we seemed to have surrendered personal excellence and community values in the mere accumulation of material things.
Our Gross National Product, now, is over $800 billion dollars a year, but that Gross National Product – if we judge the United States of America by that – that Gross National Product counts air pollution and cigarette advertising, and ambulances to clear our highways of carnage. It counts special locks for our doors and the jails for the people who break them. It counts the destruction of the redwood and the loss of our natural wonder in chaotic sprawl. It counts napalm and counts nuclear warheads and armored cars for the police to fight the riots in our cities. It counts Whitman’s rifle and Speck’s knife. And the television programs which glorify violence in order to sell toys to our children.
Yet the gross national product does not allow for the health of our children, the quality of their education or the joy of their play. It does not include the beauty of our poetry or the strength of our marriages, the intelligence of our public debate or the integrity of our public officials. It measures neither our wit nor our courage, neither our wisdom nor our learning, neither our compassion nor our devotion to our country, it measures everything in short, except that which makes life worthwhile.
And it can tell us everything about America except why we are proud that we are Americans.”

„Anscheinend haben wir seit zu langer Zeit die persönliche Vervollkommnung und die Gemeinschaftswerte viel zu sehr zugunsten schierer Anhäufung materieller Werte aufgegeben.
Unser Bruttonationaleinkommen beträgt jetzt über 800 Milliarden Dollar pro Jahr, aber dieses Bruttonationaleinkommen – wenn wir die USA daran messen – rechnet Luftverschmutzung und Zigarettenwerbung ein, und Krankenwagen, die das Blutbad unserer Highways ausräumen. Es rechnet Spezialschlösser für unsere Türen ein und Gefängnisse für die Leute, die sie aufbrechen. Es rechnet die Zerstörung des Mammutbaums ein und den Verlust unserer Naturwunder durch chaotische Zersiedelung. Es rechnet Napalm, Atomsprengköpfe und Panzerwagen für die Polizei im Kampf gegen Aufstände in unseren Städten ein. Es rechnet Whitmans Gewehr [Anm.: Charles Joseph Whitman war ein Amokläufer] und Specks Messer [Anm.: Richard Speck war ein Serienmörder] ein. Und die Fernsehprogramme, die Gewalt verherrlichen, um Spielzeug an unsere Kinder zu verkaufen.
Aber das Bruttonationaleinkommen hat keinen Platz für die Gesundheit unserer Kinder, die Qualität ihrer Erziehung oder ihre Freude beim Spiel. Es beinhaltet weder die Schönheit unserer Poesie noch die Stärke unserer Ehen, weder die Intelligenz unserer öffentlichen Debatte noch die Integrität unserer öffentlichen Amtsträger. Es misst weder unsere Schlagfertigkeit noch unseren Mut, weder unsere Weisheit noch unser Lernen, weder unser Mitgefühl noch unsere Hingebung an unser Land.
Kurzum: Es misst alles, außer dem, was das Leben lebenswert macht.
Und es kann uns alles über Amerika sagen – ausgenommen, warum wir stolz sind, Amerikaner zu sein.“

## Alternativen
Um treffendere Indikatoren für tatsächlichen Wohlstand zu entwickeln, wurden unter anderem folgende Indikatoren entwickelt:
- Index der nachhaltigen wirtschaftlichen Wohlfahrt
- Indikator echten Fortschritts, Weiterentwicklung des obigen Index
- Index der menschlichen Entwicklung (Abkürzung HDI von englisch Human Development Index)
- Soziale Indikatoren.

Alle diese Indikatoren aggregieren eine Vielzahl von Daten, die nicht in das Bruttonationaleinkommen eingehen (siehe Aggregation (Wirtschaft)).
Amartya Sen bildete die Wohlfahrtsfunktion als Alternative beispielsweise zum Median aus dem Produkt des Bruttonationaleinkommens und der relativen Gleichverteilung dieses Einkommens.
In Deutschland suchte vom Januar 2011 bis zum Juni 2013 die Enquete-Kommission Wachstum, Wohlstand, Lebensqualität des Bundestages nach einer möglichen neuen Messzahl für Wohlstand und Fortschritt jenseits der Wachstumsfixierung des bisher beherrschenden Maßstabs Bruttosozialprodukt.
Andrew Oswald, Professor für Wirtschaftswissenschaften an der University of Warwick, hält das BNE als Maßstab für „Wohlstand“ für veraltet. Er schlägt vor, einen Maßstab zur Messung des „Glücks und seelischen Wohlbefindens der Bürger“ zu entwickeln.